# Kaltouma Nadjina
Kaltouma Nadjina (Bol, Lac, 16 de novembro de 1976) é uma velocista chadiana, especialista em corridas de 200 e 400 metros. Foi campeã africana e integrou a seleção de África na Taça do Mundo de Atletismo de 2002.
Nascida no seio de uma modesta família, a sua carreira desportiva começou em 1993, quando participou na Semana Nacional do Desporto. A sua vitória nos 400 metros abriu-lhe caminho para ser selecionada para os Campeonatos Mundiais de Juniores de 1994 que se realizaram em Lisboa.
Em fevereiro de 1997, com a ajuda de uma bolsa obtida pelo Comité Olímpico Internacional, viajou primeiro para Savannah, nos Estados Unidos e, dois anos depois, para Calgary, no Canadá, onde passou a ser treinada pelo antigo técnico olímpico canadiano John Cannon.
Em 2001 venceu os 200 metros dos Jogos da Francofonia e no ano seguinte sagrou-se campeã africana de 200 e 400 metros. Nos Jogos Olímpicos de 2004, em Atenas, conseguiu chegar às semi-finais onde foi 5ª classificada com o tempo de 51.57 s
É recordista do seu país em 100, 200, 400 e 800 metros.

## Recordes pessoais
Outdoor
| Prova      | Tempo     | Data                | Local                |
| ---------- | --------- | ------------------- | -------------------- |
| 100 metros | 11.66 s   | 19 de maio de 2001  | Calgary, Canadá      |
| 200 metros | 22.73 s   | 23 de junho de 2002 | Edmonton, Canadá     |
| 400 metros | 50.38 s   | 6 de agosto de 2001 | Edmonton, Canadá     |
| 800 metros | 2:11,70 s | 4 de maio de 1997   | Gainesville, FL, EUA |

Indoor
| Prova      | Tempo   | Data                   | Local             |
| ---------- | ------- | ---------------------- | ----------------- |
| 60 metros  | 7,50 s  | 9 de fevereiro de 2002 | Edmonton, Canadá  |
| 200 metros | 23,68 s | 4 de fevereiro de 2010 | Saskatoon, Canadá |
| 400 metros | 51.92 s | 10 de março de 2001    | Lisboa, Portugal  |